# Горы Максвелла

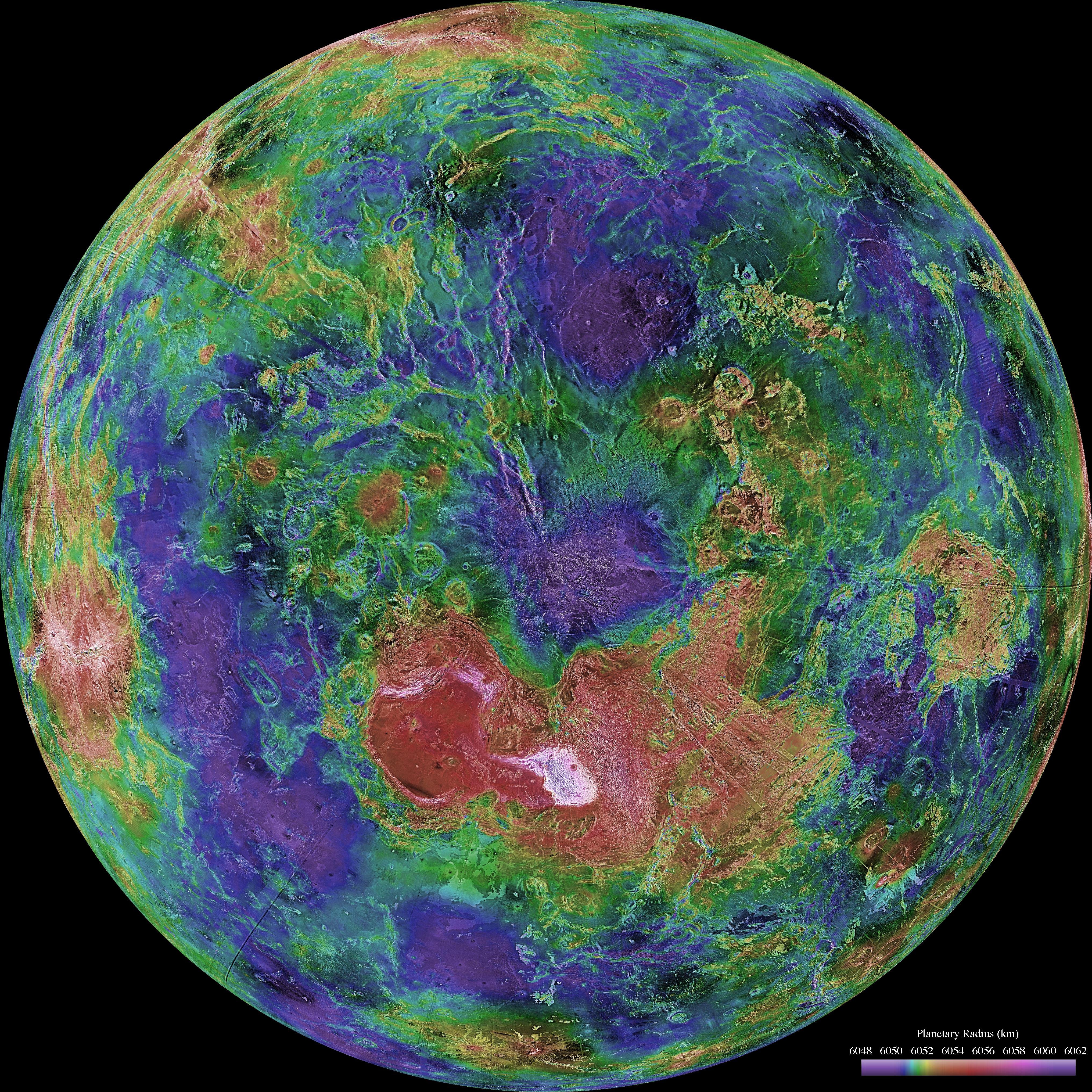
Венера: карта высот. Северный полюс в центре; Земля Иштар — красная область ниже, горы Максвелла — белый объект в её центре

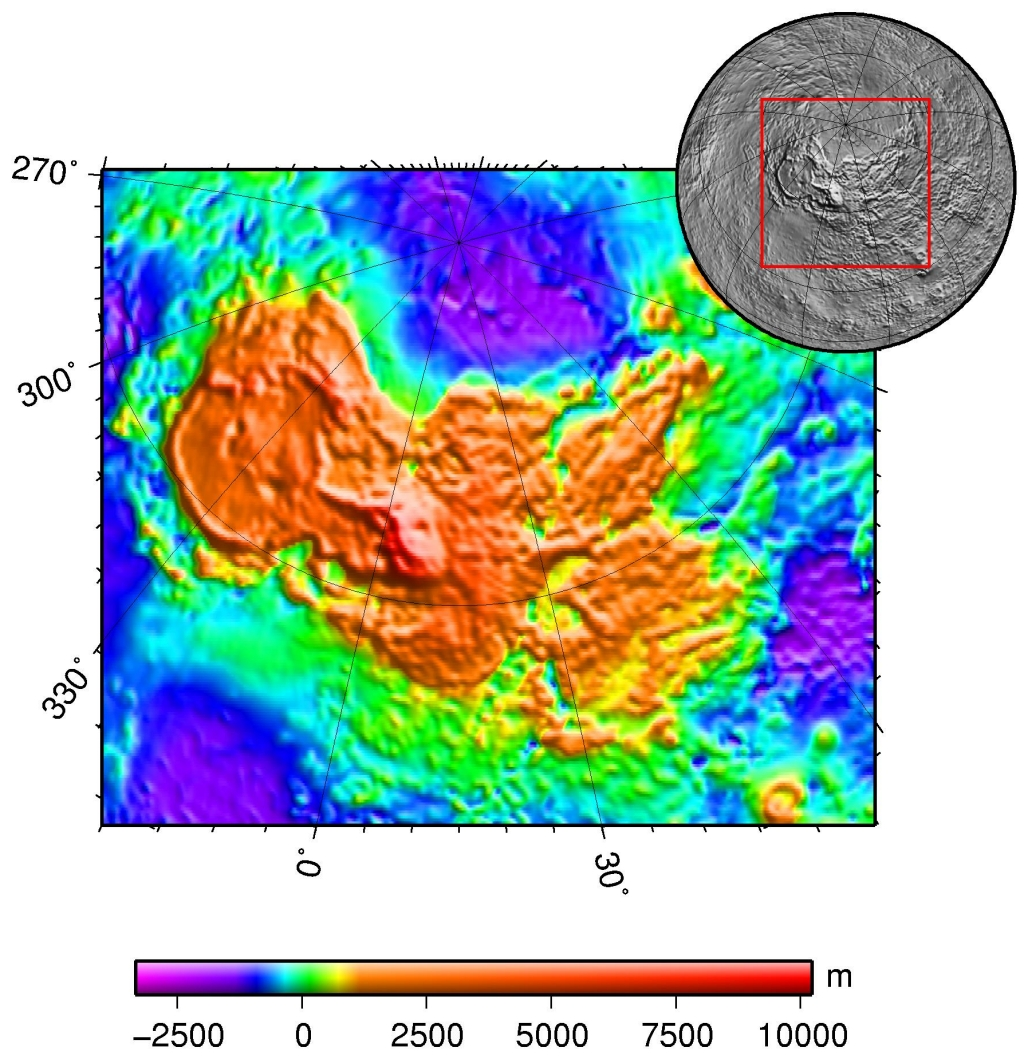
Карта высот Земли Иштар. Горы Максвелла — немного левее центра

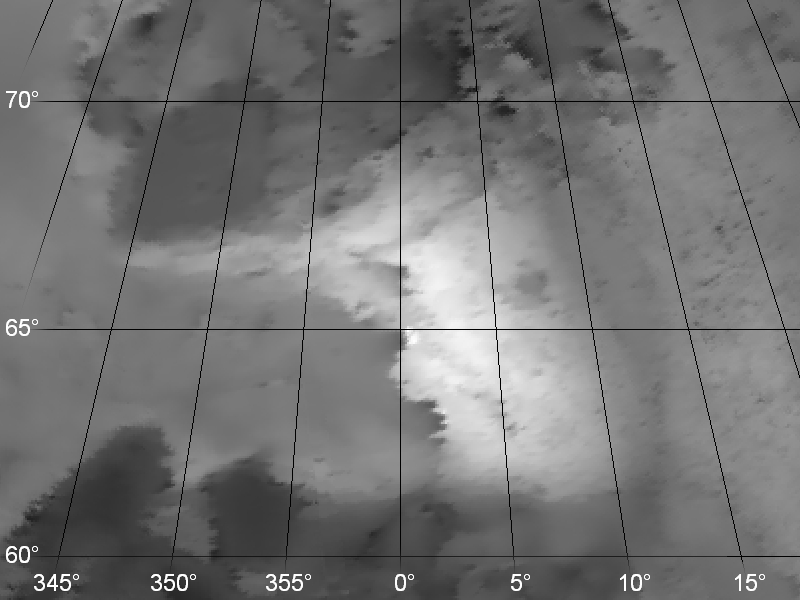
Карта высот гор Максвелла по данным «Магеллана»

Го́ры Ма́ксвелла (лат. Maxwell Montes) — самая высокая и обширная горная система Венеры. Возвышается на 10–11 км над средним уровнем поверхности планеты и на 6–7 км над своими окрестностями. Максимальная длина — 850–1000 км, ширина — 700 км. На радарных снимках выглядит яркой областью. Названа в честь британского физика Джеймса Клерка Максвелла.
Горы Максвелла расположены около центра обширной возвышенности, известной как Земля Иштар. На востоке граничат с тессерой Фортуны, а на западе — с плато Лакшми. Вместе с горами Фрейи, Акны и Дану образуют горное окаймление этого плато. Центр гор Максвелла находится на 65°12′ с. ш. 3°18′ в. д. / 65,2° с. ш. 3,3° в. д. На их северо-восточном склоне расположен один из самых больших ударных кратеров Венеры — Клеопатра.
Вершина гор Максвелла — самое холодное место на Венере: температура там на 80–90 °C ниже, чем на среднем уровне поверхности планеты, и составляет около 380 °C. Атмосферное давление там вдвое ниже, чем на среднем уровне поверхности (но в 44 раза выше, чем на поверхности Земли). Таким образом, это самое благоприятное место на поверхности Венеры для работы спускаемых аппаратов, но на 2024 год ни одной миссии в горы Максвелла не было и не планируется.
Горы Максвелла сформированы тектоническими процессами. Признаков вулканизма, разрушения под действием силы тяжести и эрозии в них очень мало.

## Открытие, изучение и наименование
«Горы Максвелла» — единственное мужское название на современной карте Венеры. Оно (вместе с наименованиями областей Альфа и Бета) сохранилось, немного изменившись, со времён, когда ещё не было правила называть детали рельефа Венеры только в честь женщин.
Этот объект был открыт как яркое пятно на радарных снимках ещё на заре радиолокационных исследований Венеры. Его обнаружил в 1967 году (во время нижнего соединения планеты) Рэй Юргенс (англ. Ray Jurgens) в обсерватории Аресибо. По предложению Томаса Голда он назвал яркие области на своих снимках в честь исследователей электромагнетизма, которые сделали возможным создание радиолокации — основного метода исследования поверхности Венеры. Данная деталь получила название Maxwell в честь основателя электродинамики Джеймса Клерка Максвелла.
То, что Maxwell — это горный массив, выяснилось позже. В 1978 году начал работу первый космический аппарат, выполнявший радиолокацию Венеры с орбиты, — «Пионер-Венера-1». Его данные показали, что Maxwell — самый высокий регион Венеры. В следующем году Международный астрономический союз утвердил для него название Maxwell Montes (горы Максвелла).
В 1983—1984 году работали аппараты «Венера-15» и «Венера-16», заснявшие горы Максвелла с лучшим разрешением (1—2 км). Примерно такой же детальности удаётся добиться наземной радиолокацией. Космический аппарат «Магеллан», исследовавший Венеру в 1990—1994 году, получил изображения гор с разрешением 120 м — самые лучшие по состоянию на 2017 год.

## Вид на радарных снимках
На радарных изображениях горы Максвелла выглядят очень яркой областью: коэффициент отражения радиоволн там более чем вдвое превышает средний по планете. Высокая радиояркость характерна и для других возвышенностей Венеры. Это объясняют в первую очередь тем, что при низкой температуре и/или давлении на поверхности образуется тонкий слой веществ неизвестной природы с относительно хорошей проводимостью. Возможно, они (или реагенты, нужные для их образования) сублимируют с низменностей, где температура выше, и оседают на относительно холодных горах. Такими веществами могут быть, по разным предположениям, пирит, магнетит, гематит, перовскит, теллур или другие. Удельную проводимость поверхности гор Максвелла оценивают в 13 См/м.
Кроме того, высокая яркость гор на радарных снимках частично объясняется неровностью их поверхности (чем больше склонов, тем больше среди них таких, которые отражают волны в сторону приёмника).
Повышенная радиояркость в горах Максвелла начинается с высоты 5 км (что примерно на километр выше, чем у гор низких широт). Выше 9 км она опять падает. Однако есть и участки с яркостью, необычной для их высоты. Самая крупная тёмная область в северо-западной части массива охватывает и высокие, и низкие места. Возможно, радиояркое покрытие там не смогло образоваться из-за особенностей химического состава поверхности (например, нехватки железа).

## Общее описание

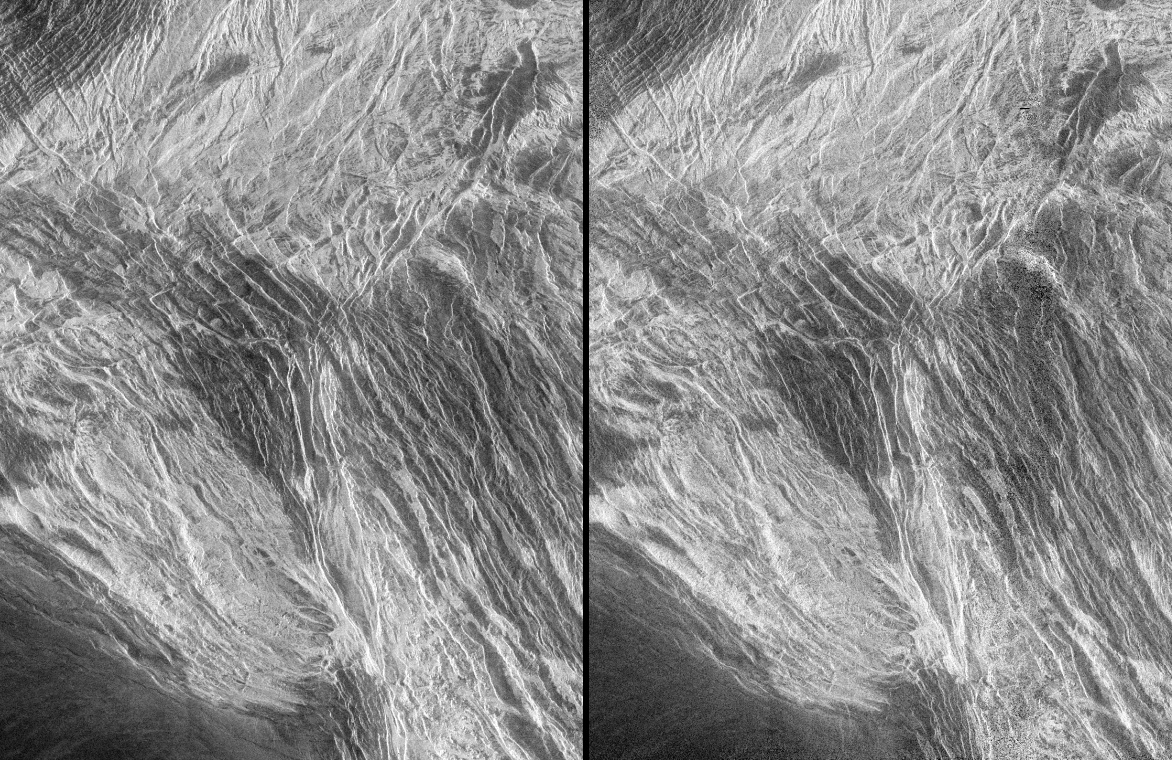
Стереоснимок для перекрёстного взгляда. Впадина, отделяющая северо-западную часть массива от основной, тянется от правого верхнего угла к центру, где сворачивает вниз. Видно, что крупная тёмная область охватывает и большие, и малые высоты. Размер кадра — 235×305 км

Как и остальные возвышенности, окружающие плато Лакшми, горы Максвелла — это множество параллельных хребтов длиной в десятки и сотни километров. Ширина промежутков между ними — 6–12 (иногда от 1 до 25) километров, а глубина — порядка сотен метров. Хребты вытянуты параллельно краю плато, а обращённые к нему их склоны более крутые. Со стороны плато горный массив довольно резко обрывается, а с противоположной плавно переходит в тессеру — возвышенную область, пересечённую множеством разнонаправленных гряд и долин. В горах Максвелла хребты идут с северо-северо-запада на юго-юго-восток, а граница с плато Лакшми лежит на западе. Тессера, лежащая на востоке, получила название «тессера Фортуны».
Длина этой возвышенности лишь ненамного больше ширины. Это делает её горным массивом, хотя её называют и горным хребтом. Формой этот массив напоминает свиную отбивную на косточке: от округлой основной части отходит небольшой треугольный выступ, вытянутый вдоль края плато Лакшми на северо-запад — в сторону гор Фрейи. Он отделён от основного массива длинной изогнутой впадиной, относительно радиотёмной на многих участках. В северо-западной части гор Максвелла ярко выражены признаки растяжения поверхности (в частности, есть множество разнонаправленных грабенов). В остальном она похожа на основную часть.
На север от стыка двух частей массива отходит ряд низких хребтов, переходящий в гряды Семуни (лат. Semuni Dorsa), которые тянутся на 500 км вдоль границы тессеры Фортуны и равнины Снегурочки. На юго-западном краю гор Максвелла начинается гряда Ауски (Auska Dorsum) — хребет длиной около 400 км, уходящий на равнину Седны.

## Склоны

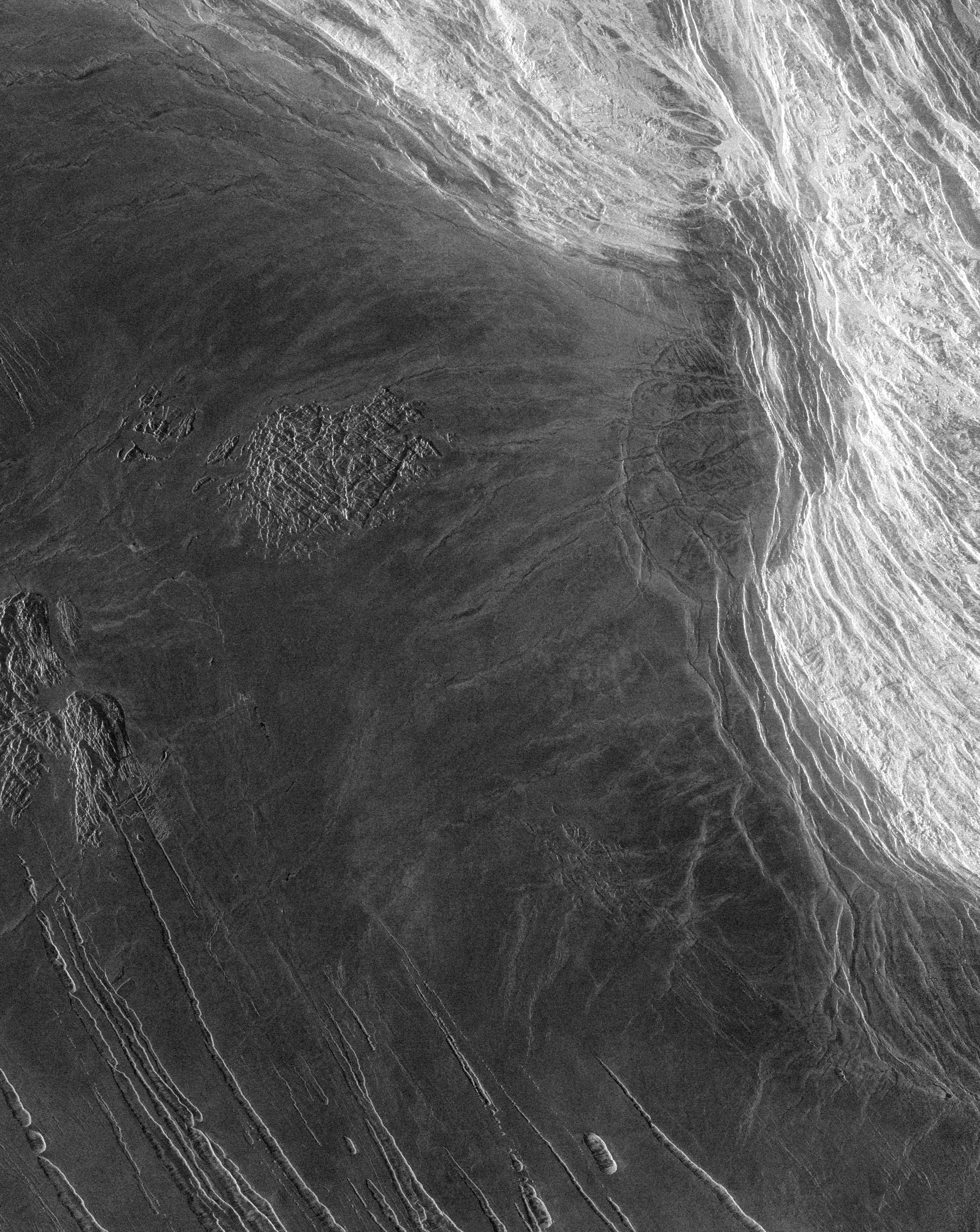
Граница гор Максвелла и плато Лакшми. Выступ плато справа вверху — одно из самых глубоких мест вытянутой по краю плато впадины, сравниваемой с желобами в земных зонах субдукции. На север от этого выступа начинается впадина, отделяющая северо-западную часть массива от основной, а на восток — исключительно крутой подъём. По некоторым данным, рядом с ним (на правом краю снимка) лежит высочайшая вершина гор. Внизу видно борозды Рангрид. Радарный снимок «Магеллана»; ширина — около 300 км

На границе с плато Лакшми — на западе — крутизна склона гор Максвелла максимальна (кое-где на протяжении десятков километров выдерживается уклон в 30°). Это самый крутой из крупных склонов на планете. В некоторых местах (64°48′ с. ш. 0°06′ в. д. / 64,8° с. ш. 0,1° в. д. и 63°06′ с. ш. 1°30′ в. д. / 63,1° с. ш. 1,5° в. д.) на 10-километровом отрезке высота растёт на 7 км. Плато Лакшми перед подножием гор Максвелла загибается вниз, образуя вытянутую впадину наподобие земных океанических желобов глубиной около километра и шириной около 50 км.
С других сторон массива его склоны более пологие, а границы более размытые: на севере, юге и востоке уклон составляет всего 2°. На южной границе, несмотря на отсутствие резкого перепада высот, местность резко становится более ровной (возможно, из-за недавнего разлива лавы). На востоке нет резкого перепада ни высоты, ни ровности: горы Максвелла плавно переходят в тессеру Фортуны. Ширина переходной зоны между ними — около 200 км. Это самая низкая часть гор: она лежит на высоте около 5,5 км.
Северо-западный и южный склон этого горного массива пересекает множество грабенов. И там и там некоторые из них идут параллельно хребтам (вниз по склону), а некоторые — примерно перпендикулярно им. Судя по их пересечениям, вторые в своём большинстве образовались позже первых. В южной части гор Максвелла преобладают первые, а в северо-западной количество тех и других сравнимо. Средняя ширина грабенов составляет несколько километров, а длина — несколько десятков км.

## Вершина
Центральная часть гор Максвелла довольно плоская. Это овальная область размером 400 км с севера на юг и 200 км с востока на запад, где диапазон высот не превышает 1,5 км. Высочайшая точка гор Максвелла (и всей Венеры) находится на высоте 10—11 км над средним уровнем поверхности планеты и 6—7 км над соседним плато Лакшми. Вторая по высоте возвышенность Венеры — гора Маат — уступает горам Максвелла более чем на километр, а второй по высоте горный хребет — горы Фрейи — на 4 км.
Какая из вершин гор Максвелла самая высокая, точно не известно. Выяснение этого затруднено малой разницей их высот и плохой надёжностью радарной альтиметрии для горных областей. По данным первого космического аппарата, выполнявшего радиолокацию Венеры, — «Пионер-Венера-1» — высочайшая точка лежит на 63°48′ с. ш. 2°12′ в. д. / 63,8° с. ш. 2,2° в. д. и имеет высоту 10,3 км над средним уровнем поверхности планеты (лежащим в 6051,84 км от её центра). По данным аппаратов, отснявших Венеру детальнее, — «Венера-15» и «Венера-16» — рекордную высоту (10,7 км) имеет вершина, расположенная примерно на 200 км севернее (65°54′ с. ш. 2°18′ в. д. / 65,9° с. ш. 2,3° в. д.). По данным «Магеллана», наивысшая точка лежит в 100 км от каждой из первых двух — на западном краю горного массива (рядом с крупным вдающимся в него выступом плато Лакшми, 64°48′ с. ш. 0°42′ в. д. / 64,8° с. ш. 0,7° в. д.). На некоторых картах, составленных по данным этого спутника, высочайшая точка лежит немного южнее определённой первым аппаратом — на 63°00′ с. ш. 2°30′ в. д. / 63,0° с. ш. 2,5° в. д. (за 50 км от западного края гор), а её высота определяется в 10,3 или 10,8 км. По ещё одной интерпретации данных «Магеллана», вершина массива находится в его центре (около 65°00′ с. ш. 3°00′ в. д. / 65,0° с. ш. 3° в. д.).
Одна из высочайших вершин гор Максвелла (находящаяся по координатам 64°00′ с. ш. 4°00′ в. д. / 64,0° с. ш. 4,0° в. д.) имеет собственное имя — «гора Скади» (лат. Skadi Mons), данное в честь скандинавской богини, в частности, гор.

## Ударные кратеры

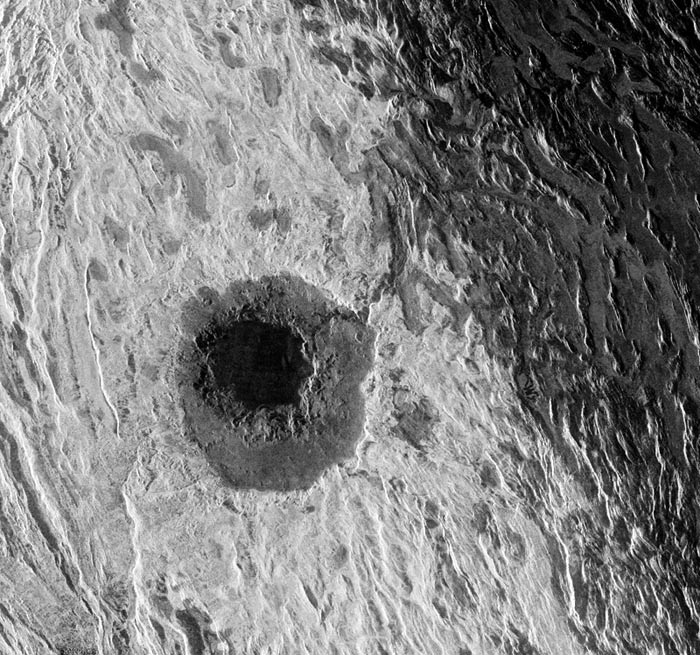
Кратер Клеопатра. Справа вверху виден выходящий из него лавовый канал (долина Анукет). Потоки лавы, когда-то стекавшей по нему, выходят за края изображения. Радарный снимок «Магеллана»

В горах Максвелла расположено два кратера — самые высокие на Венере.
На северо-восточном склоне горного массива находится один из самых больших ударных кратеров планеты — Клеопатра. Это окружённое кольцом выбросов углубление диаметром около 100 км, внутри которого лежит вдвое меньшая впадина. Из неё выходит канал шириной несколько километров, по которому на тессеру Фортуны когда-то вытекло около 3000 км3 лавы (или ударного расплава), залившей множество долин на расстояниях до 300 км от Клеопатры и покрывшей бо́льшую площадь, чем сам кратер. Глубина Клеопатры — 2,5 км — более чем вдвое превышает обычную для венерианских кратеров её диаметра. Видимо, это связано именно с вытеканием из неё большого объёма лавы, чему поспособствовало её расположение на наклонной местности.
На юго-западе гор Максвелла (62°54′ с. ш. 2°36′ в. д. / 62,9° с. ш. 2,6° в. д.) находится 15-километровый кратер Hamuda. Это самый высокий кратер Венеры: его высота над средним уровнем поверхности планеты — 8,2 км, что на 1,4 км больше, чем у Клеопатры.

## Происхождение
Как и другие хребты, окаймляющие плато Лакшми, горы Максвелла возникли в ходе тектонических процессов — движения, сжатия и сминания поверхности. Проявлений вулканизма там очень мало: вероятно, он ограничивается потоками лавы, вытекшими из ударного кратера Клеопатра (хотя возможно, что для их появления было достаточно самого удара). Кроме того, некоторые исследователи интерпретируют 10-километровые тёмные пятна в окрестностях этого кратера как мелкие щитовые вулканы.
Признаков разрушения под действием силы тяжести в горах Максвелла тоже очень мало — ещё меньше, чем в соседних хребтах. Это грабены на северо-западном и южном склоне и, возможно, в окрестностях Клеопатры. Практически не затронула горы и эрозия. Но, по некоторым интерпретациям радарных снимков, несколько небольших впадин на западном склоне заполнены продуктами оползней, выветривания или извержений.
Возраст гор Максвелла неизвестен; он может измеряться десятками или сотнями миллионов лет, причём горообразование, вероятно, продолжается до сих пор. По-видимому, эти горы младше плато Лакшми. На это указывает то, что прилегающая к ним часть плато смята в складки и образует впадину, подобную желобам в земных зонах субдукции, а покрывающая плато лава нигде или почти нигде не заливает подножия гор. Среди горных хребтов Земли Иштар подобный жёлоб имеют ещё горы Фрейи, а покрытие подножий лавой — только горы Акны.
Предполагают, что в начале своей истории горы Максвелла напоминали горы Акны — хребет, окаймляющий другую сторону плато Лакшми. Потом их ширина и высота сильно увеличились из-за сжатия коры, величину которого оценивают в 80 %. Блок коры двигался в сторону плато (на запад-юго-запад) и сминался в складки, перпендикулярные движению. Позже там появились слабые признаки гравитационной релаксации — грабены, расположенные в основном на северо-западном и южном краю массива. Кроме того, к самым молодым деталям рельефа этой местности относится кратер Клеопатра и, вероятно, лавовая равнина к югу от гор.
По другому мнению, неясно, раньше или позже плато Лакшми образовались горы; возможно, максимум горообразования произошёл раньше пика вулканической активности, покрывшей лавой плато. По некоторым интерпретациям стереоснимков «Магеллана», основная часть горного массива приподнята относительно северо-западной части по взбросу и сдвинута в направлении от плато. Предполагается, что это произошло несколько сотен миллионов лет назад, а равнины около гор сформировались позже. Согласно некоторым оценкам, возраст гор Максвелла больше среднего возраста поверхности Венеры.
Породы Венеры очень горячие, что даёт основания предполагать их невысокую прочность. Это ставит вопрос о том, как там могут существовать такие высокие горы почти без признаков разрушения. Например, если бы они состояли из обычного (с примесью воды) земного базальта, они простояли бы в нынешнем виде не больше нескольких миллионов лет. Следовательно, горы Максвелла состоят из очень жаропрочных пород, очень молодые или до сих пор поддерживаются каким-то активным процессом.
Возможно, горы спасает отсутствие воды в коре и мантии Венеры: если её там действительно достаточно мало, прочность пород может быть достаточной для поддержания гор такой высоты в течение сотен миллионов или даже сотен миллиардов лет. Кроме того, горы может до сих пор поддерживать какое-то движение вещества в недрах планеты, и к этой версии склоняется большинство исследователей. Её подкрепляют, в частности, потоки лавы, вытекшие когда-то из ударного кратера Клеопатра. Судя по очень большому количеству этой лавы, породы гор ещё до удара астероида были близки к плавлению и, следовательно, непрочны. Тогда существование таких гор можно объяснить только наличием поднимающих их сил. Вероятно, сформировавшее их сжатие коры продолжается до сих пор. С другой стороны, судя по хорошей сохранности упомянутого кратера, со времён его образования там не было масштабных тектонических процессов (хотя его возраст неизвестен и может быть небольшим).
Исследование гравитационного поля в области гор Максвелла показывает, что бо́льшая часть их массы изостатически скомпенсирована. Тем не менее там наблюдается крупная (хотя и не рекордная для планеты) гравитационная аномалия, что говорит о продолжающейся поддержке гор движениями вещества мантии. Гравитационное ускорение там повышено на 0,268 Гал, а высота геоида над средним уровнем поверхности достигает 90 м. Две другие венерианские возвышенности дают более сильные аномалии, несмотря на свой меньший размер. Это возвышенность в области Атлы (гора Маат с соседней горой Уззы) и в области Бета.